# 460
| 460                |
| ------------------ |
| Dødsfald - Fødsler |
|                    |

| Gregoriansk kalender | 460 CDLX                |
| Ab urbe condita      | 1213                    |
| Armensk kalender     | I/T                     |
| Kinesiske kalender   | 3156 – 3157 己亥 – 庚子 |
| Etiopisk kalender    | 452 – 453               |
| Jødisk kalender      | 4220 – 4221             |
| Hindukalendere       |                         |
| - Vikram Samvat      | 515 – 516               |
| - Shaka Samvat       | 382 – 383               |
| - Kali Yuga          | 3561 – 3562             |
| Iransk kalender      | 162 BP – 161 BP         |
| Islamisk kalender    | 167 BH – 166 BH         |

Se også 460 (tal)